# Chris le Bihan
Chris le Bihan (ur. 27 maja 1977 w Grande Prairie) – kanadyjski bobsleista. Brązowy medalista olimpijski z Vancouver.